# غولديرستوك
غولديرستوك (بالإنجليزية: Gulderstock)‏ هو أحد جبال سلسلة جبال الألب غلاروس وجزء من القمة الأم ماغيراين يقع في كانتون غلاروس، سويسرا. يبلغ ارتفاع الجبل حوالي 2511 متر، بينما يبلغ ارتفاع نتوء الجبل 239 متر.